# Слово пацана. Криминальный Татарстан 1970—2010-х
«Слово пацана. Криминальный Татарстан 1970—2010-х» — документальная книга российского журналиста Роберта Гараева о казанском феномене уличных банд, впервые опубликованная в 2020 году. Легла в основу художественного сериала «Слово пацана. Кровь на асфальте», вышедшего на экраны в конце 2023 года.

## Содержание
Книга Гараева посвящена «казанскому феномену» — культуре молодёжных банд, игравшей важную роль в жизни Казани позднесоветской эпохи. Её автор сам состоял в одной из группировок на рубеже 1980-х — 1990-х годов и поэтому мог опираться в том числе на собственный опыт. Гараев делит историю «Казанского феномена» на три фазы. На первой из них культура банд начинала складываться; вторая фаза — расцвет первой половины 90-х годов, когда казанцы могли частично контролировать Москву и Санкт-Петербург; третья — формирование нового криминального поколения после того, как «авторитеты» 90-х по разным причинам отошли от дел.

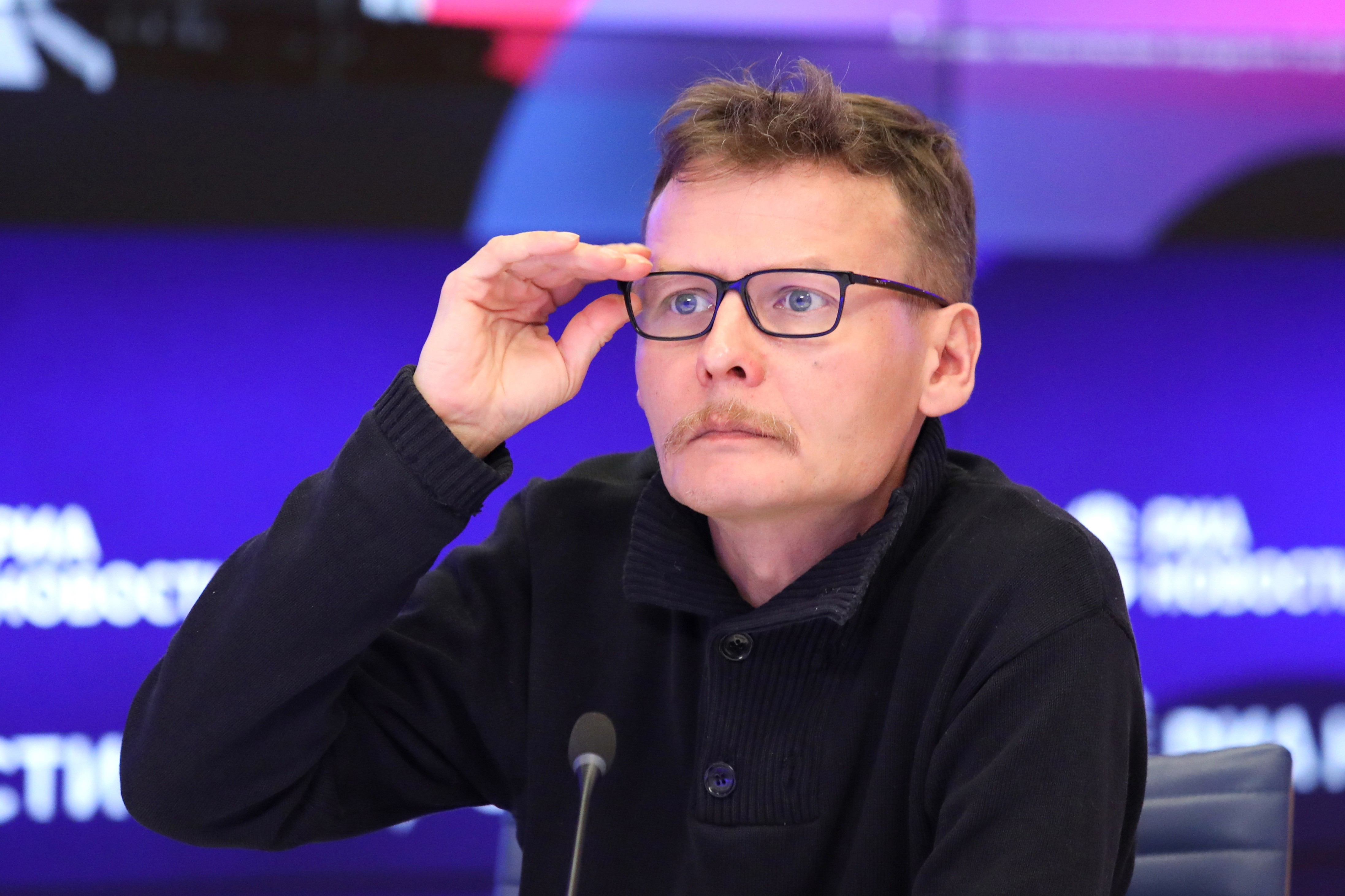
Писатель Роберт Гараев

## Восприятие и значение
Книга легла в основу художественного сериала «Слово пацана. Кровь на асфальте», вышедшего на экраны в конце 2023 года. В России этот сериал обрёл большую популярность, в рейтинге «Индекс Кинопоиск Pro» по уровню интереса зрителей обогнал «Игру в кальмара», благодаря чему книга стала одной из самых продаваемых в жанре нон-фикшн. Специалисты характеризуют «Слово пацана» как «очень представительный корпус материалов, которые позволяют составить представление о группировках казанского типа».